# ジムカーナ (馬術)
ジムカーナ（Gymkana）は、馬術において指定された経路（障害飛越競技も含む）の走行時間を競う初心者向け競技。障害は高さが60〜80センチのキャバレッティーが中心になる。障害が低い分、ミスが生じにくく、タイム競争になることが多い。結果として、コースのショートカットが如何に上手くできるかなど、馬を御する技術が問われる。